# Kleszczele (gmina)

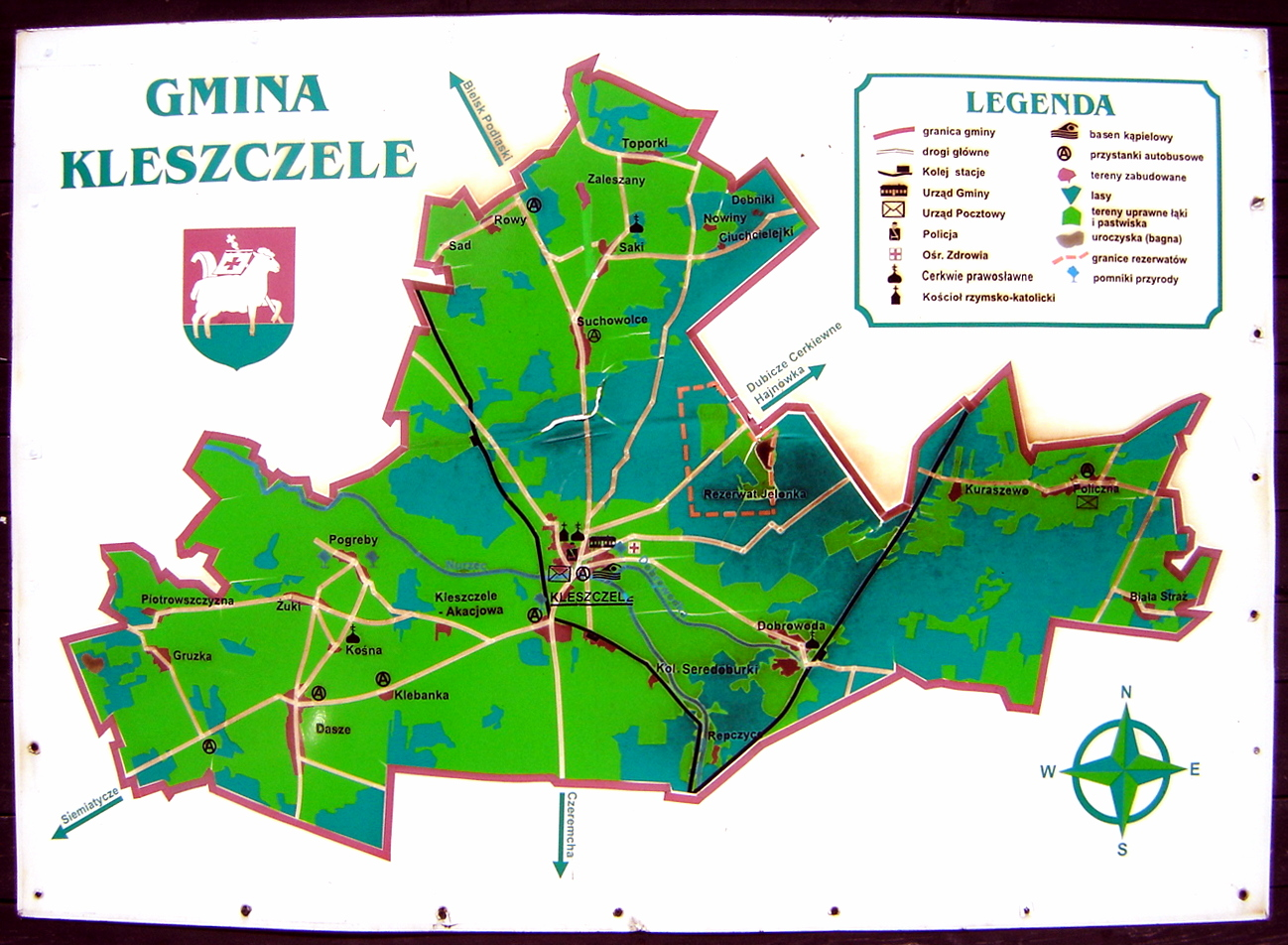
Tablica Informacyjna w Parku Miejskim

Kleszczele – gmina miejsko-wiejska w Polsce w województwie podlaskim, w powiecie hajnowskim. W latach 1975–1998 gmina administracyjnie należała do województwa białostockiego.
Siedziba gminy to Kleszczele.
Według danych z 30 czerwca 2004 gminę zamieszkiwało 2966 osób.

## Struktura powierzchni
Według danych z roku 2002 gmina Kleszczele ma obszar 142,62 km², w tym:
- użytki rolne: 54%
- użytki leśne: 38%

Gmina stanowi 8,78% powierzchni powiatu.

## Demografia
Według Powszechnego Spisu Ludności z 1921 roku gminę zamieszkiwało 2.787 osób, wśród których 634 było wyznania rzymskokatolickiego, 2.141 prawosławnego, 1 ewangelickiego, 7 mojżeszowego a jeden mahometańskiego. Jednocześnie 1.251 mieszkańców zadeklarowało polską przynależność narodową, 1.526 białoruską, 7 rosyjską a 3 rusińską. Było tu 662 budynków mieszkalnych.

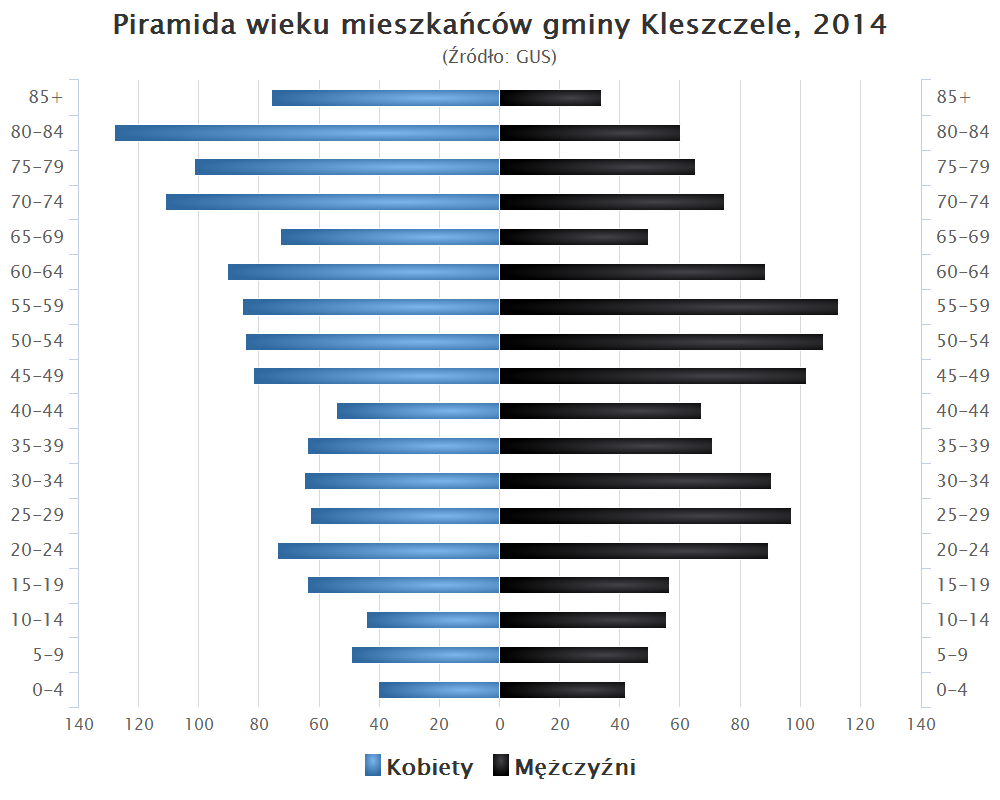
Piramida wieku mieszkańców gminy Kleszczele w 2014 roku

Dane z 30 czerwca 2004:
| Opis                              | Ogółem | Ogółem | Kobiety | Kobiety | Mężczyźni | Mężczyźni |
| --------------------------------- | ------ | ------ | ------- | ------- | --------- | --------- |
| jednostka                         | osób   | %      | osób    | %       | osób      | %         |
| populacja                         | 2966   | 100    | 1510    | 50,8    | 1456      | 49,2      |
| gęstość zaludnienia (mieszk./km²) | 20,8   | 20,8   | 10,6    | 10,6    | 10,2      | 10,2      |

Dane z 3 listopada 2011
| Opis                              | Ogółem | Ogółem | Kobiety | Kobiety | Mężczyźni | Mężczyźni |
| --------------------------------- | ------ | ------ | ------- | ------- | --------- | --------- |
| jednostka                         | osób   | %      | osób    | %       | osób      | %         |
| populacja                         | 2836   | 100    | 1441    | 50,8    | 1395      | 49,2      |
| gęstość zaludnienia (mieszk./km²) | 19.9   | 19.9   | 10,1    | 10,1    | 9,8       | 9,8       |

## Sąsiednie gminy
Boćki, Czeremcha, Dubicze Cerkiewne, Milejczyce, Orla. Gmina sąsiaduje z Białorusią (sielsowiet Wierzchowice rejonu kamienieckiego).